# HMS Scott (H131)
HMS Scott (H131) je oceánská hydrografická výzkumná loď britského královského námořnictva specializovaná pro službu v Arktidě. Ve službě je od roku 1997. Je největší výzkumnou lodí provozovanou královským námořnictvem. Je schopna pobytu na moři po 300 dní za rok.

## Stavba

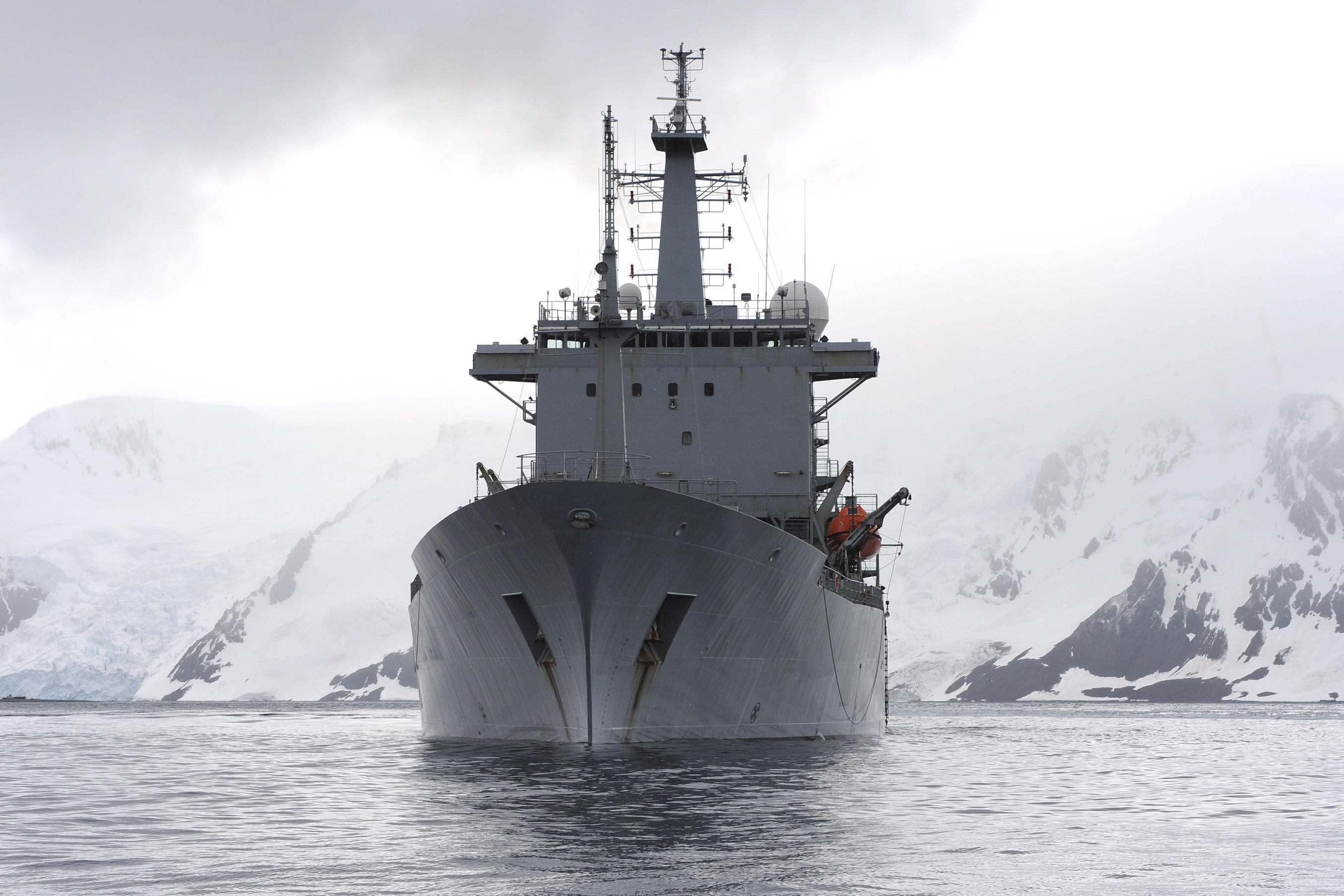
Scott

Plavidlo bylo objednáno roku 1995 jako náhrada za výzkumnou loď HMS Hecla (A133). Postaveno bylo loděnicí Appledore Shipbuilders Ltd. Trup byl na vodu spuštěn v říjnu 1996 a služby byla loď přijata 20. června 1997.

## Konstrukce

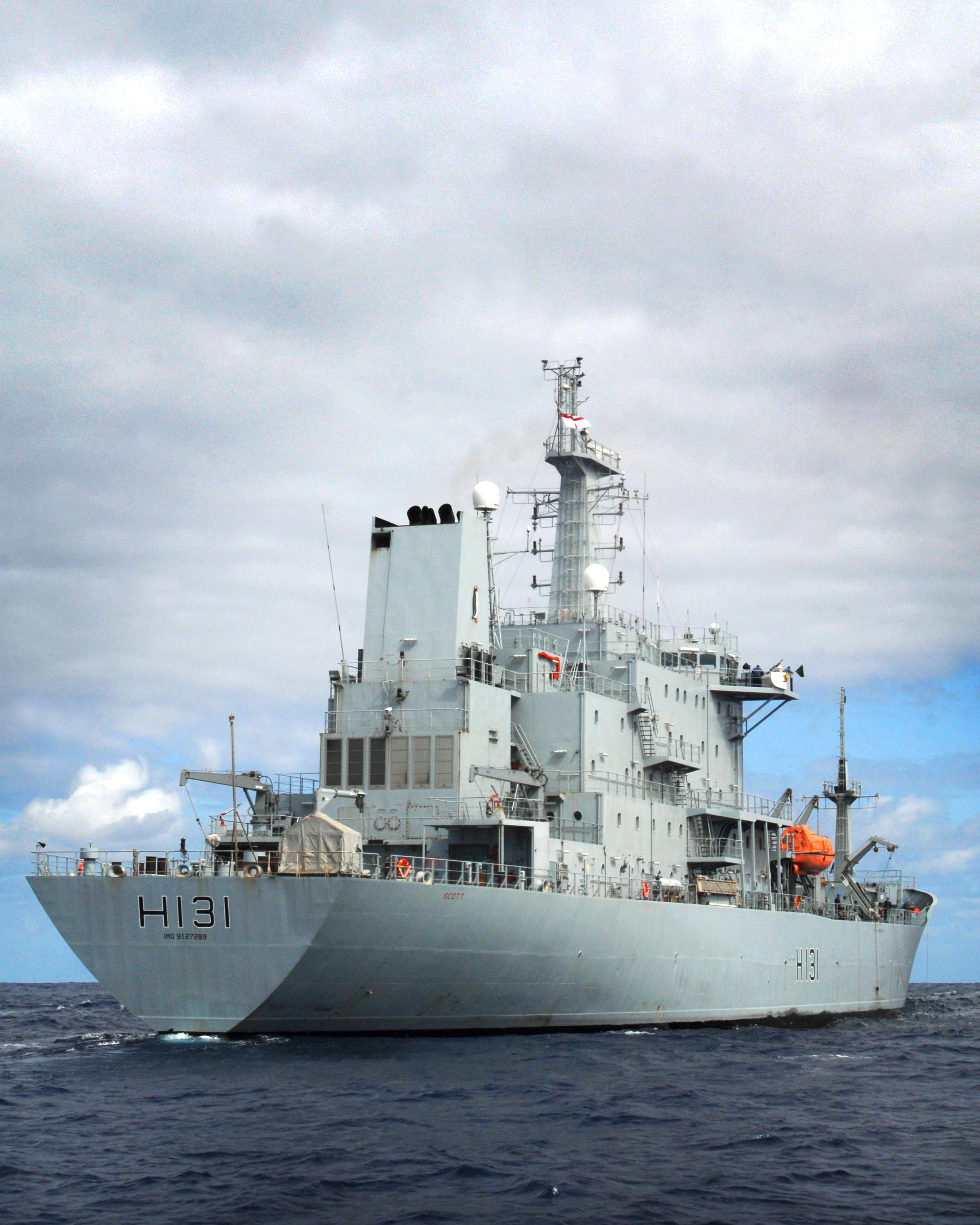
Scott

Plavidlo je vybaveno navigačním radarem Decca 1226 a americkým integrovaným výzkumným systémem. Jeho sonarový systém SASS IV umožňuje prozkoumat 150 km2 mořského dna za hodinu. Loď je též vybavena vlečeným protonovým magnetometrem, gravimetrem a senzorem Sonar 2090. Pohonný systém tvoří dva diesely Krupp, pohánějící jeden lodní šroub. Nejvyšší rychlost dosahuje 17,5 uzlu.

## Operační služba
V únoru 2005 Scott prováděl sonarový průzkum podmořských oblastí, ve kterých se na konci roku 2004 nacházelo epicentrum ničivého zemětřesení. Od října 2009 byla loď odeslána ke službě do oblasti Jižního Atlantiku a Arktidy.
V roce 2021 bylo naplánováno předčasné vyřazení plavidla, ke kterému mělo dojít roku 2022. Námořnictvo přitom postrádalo jiné plavidlo se srovnatelnými schopnostmi. Později námořnictvo svůj záměr přehodnotilo. V listopadu 2024 byla zahájena modernizace plavidla Scott označená Ship Life Extension Programme (SLEP). Modernizaci zajistila loděnice A&P Falmouth ve Falmouthu. Cílem je prodloužit jeho životnost do roku 2033.